# سان مارتین دل پیمپیار
سان مارتین دل پیمپیار دهستانی در استان آبیلای اسپانیا است.
در این دهستان ۳۰۰ نفر زندگی می‌کنند. مساحت این دهستان ۴۵٫۷۵ کیلومتر مربع است.